# Grands Carmes
Pour les articles homonymes, voir Carmel et Carmes.
L'ordre du Carmel est un ordre religieux catholique. Ses membres sont appelés les carmes (pour les hommes) et les carmélites (pour les femmes), quand on les désigne collectivement pour nommer l'ordre dans son ensemble ; individuellement ou en petits groupes, on parle de carmes ou de carmélites.
Les Grands Carmes, ou Carmes mitigés, ou Carmes chaussés, ou Carmes de l'antique observance représentent l'une des deux branches de l'ordre qui suivent la règle des Carmes, adoucie par le pape Eugène IV en 1435. Cette mitigation a entraîné des contestations dans l'ordre, certains carmes refusant la mitigation et souhaitant rester strictement observant (carmes observants). Les réformes se succèdent avec tantôt des assouplissements de la règle (en 1459 par le pape Pie II, en 1476 par le pape Sixte IV), tantôt un renforcement de l'observance de la règle initiale (réforme par Jean Soreth et réforme de Touraine). La réforme du Carmel par Thérèse d'Avila et Jean de la Croix (qui ramène à plus de rigueur) entraine finalement la scission de l'ordre en ordre des Carmes déchaux (réforme thérésienne) et Grands Carmes (ou Carmes chaussés) qui conservent la mitigation. En 1783, le pape Pie VI incorpore définitivement la mitigation dans la règle de l'ordre des Grands Carmes.
Les carmes (religieux), contrairement aux carmélites (religieuses), ne vivent pas cloîtrés, mais exercent un apostolat à l'extérieur de leur couvent ; ce qui fait qu'ils ne sont pas considérés comme contemplatifs au sens strict, ni comme moines (au sens strict). Mais ils ont conservé quelques aspects de la vie monastique : ils observent un certain silence et se livrent au jeûne et à la prière. Au Moyen Âge, ils portaient une robe brune et une chape blanche avec des barres de couleur brune, d'où le nom de barrés qu'on leur donnait aussi.
Les carmélites, religieuses qui suivent la règle du Carmel, sont par contre pour leur grande majorité des contemplatives, dont la vie est intégralement orientée vers la prière, sans apostolat extérieur. Les premières religieuses carmélites sont apparues en France dès 1452.

## Histoire

### Origine spirituelle de l'Ordre

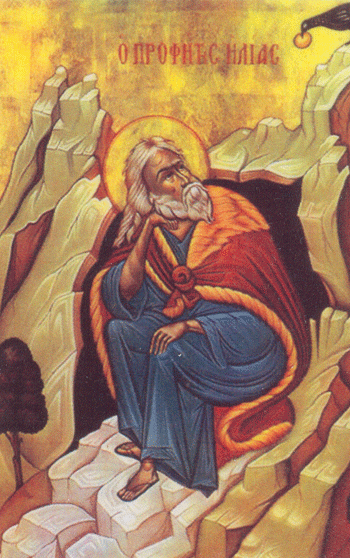
Élie sur le mont Horeb, icône grecque orthodoxe.

L'ordre du Carmel est l'un des rares, sinon le seul, ordre monastique à ne pas se référer à un fondateur charismatique, mais à un prophète de l'Ancien Testament : Élie. Le prophète Élie, et son disciple Élisée sont considérés par les Carmes comme les pères spirituels de l'ordre.
La tradition indique la présence sur le mont Carmel d'une série d’ermites juifs puis chrétiens ayant vécu, prié et enseigné dans ces grottes utilisées par Élie et Élisée. C'est ainsi que les premiers ermites chrétiens (à l'origine de la fondation de l'ordre), s'installent dans les grottes du mont Carmel pour prier Dieu à la fin du XIIe siècle. La première chapelle construite au sein des ermitages et regroupant cette communauté est consacrée à la Vierge Marie. Très vite, la spiritualité de l'ordre s'oriente vers Marie qui devient la reine et maitresse du Carmel.

### Vie érémitique et monastique sur le mont Carmel
Avant la présence des Carmes, au VIe siècle des moines byzantins édifient un monastère dédié à saint Élie dans une vallée à quelques kilomètres au sud du monastère actuel. Celui-ci est détruit en 614 par les Perses de Khosro II. Vers 1150, un moine grec, originaire de Calabre, établit une communauté, composée d'une dizaine de membres, parmi les ruines de l'ancien monastère byzantin qu'il reconstruit et renomme Saint-Élie.

### Fondation de l'Ordre sur le mont Carmel

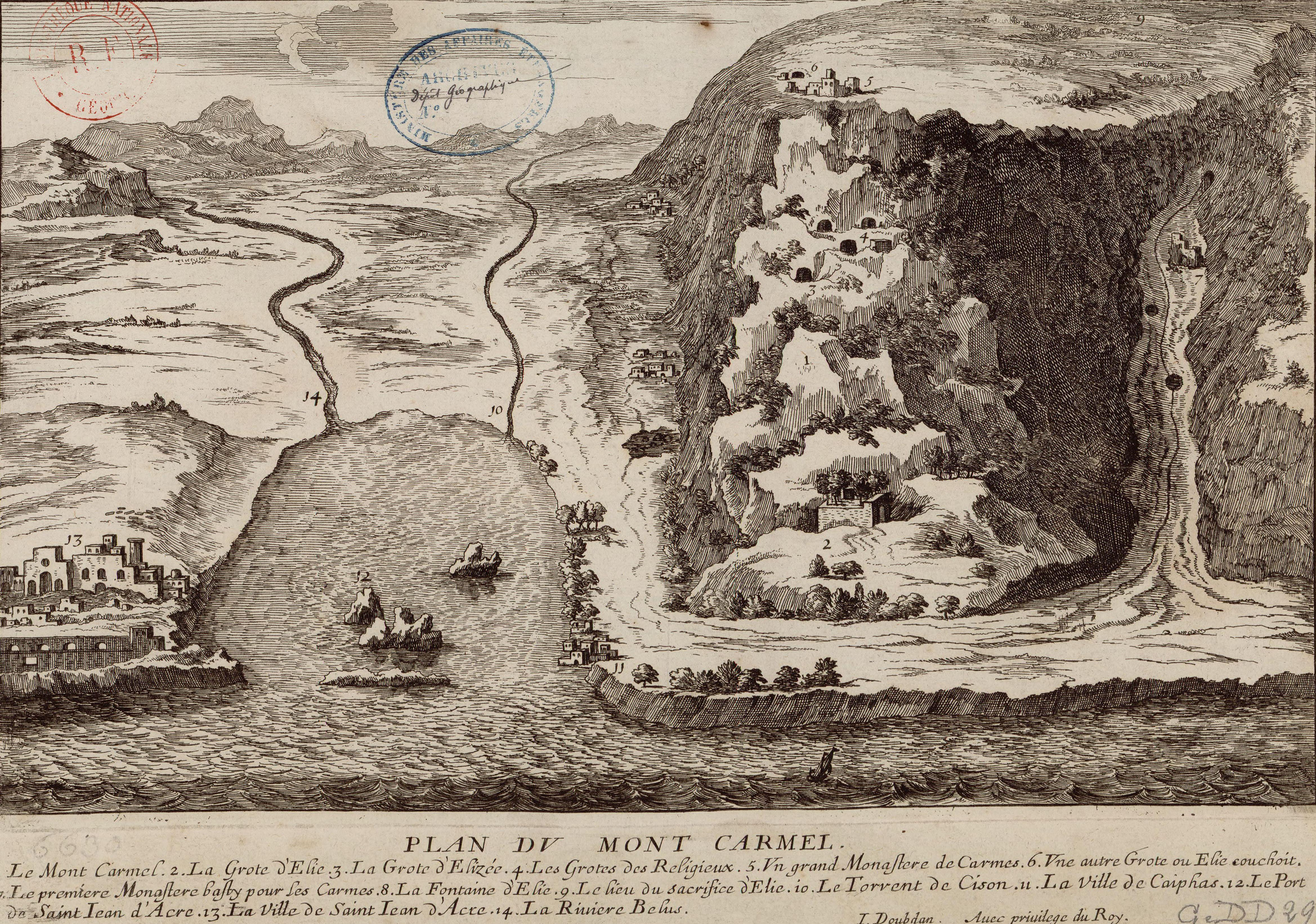
Plan du mont Carmel par Jean Doubdan, Le voyage de la Terre Sainte, Paris, 1667.

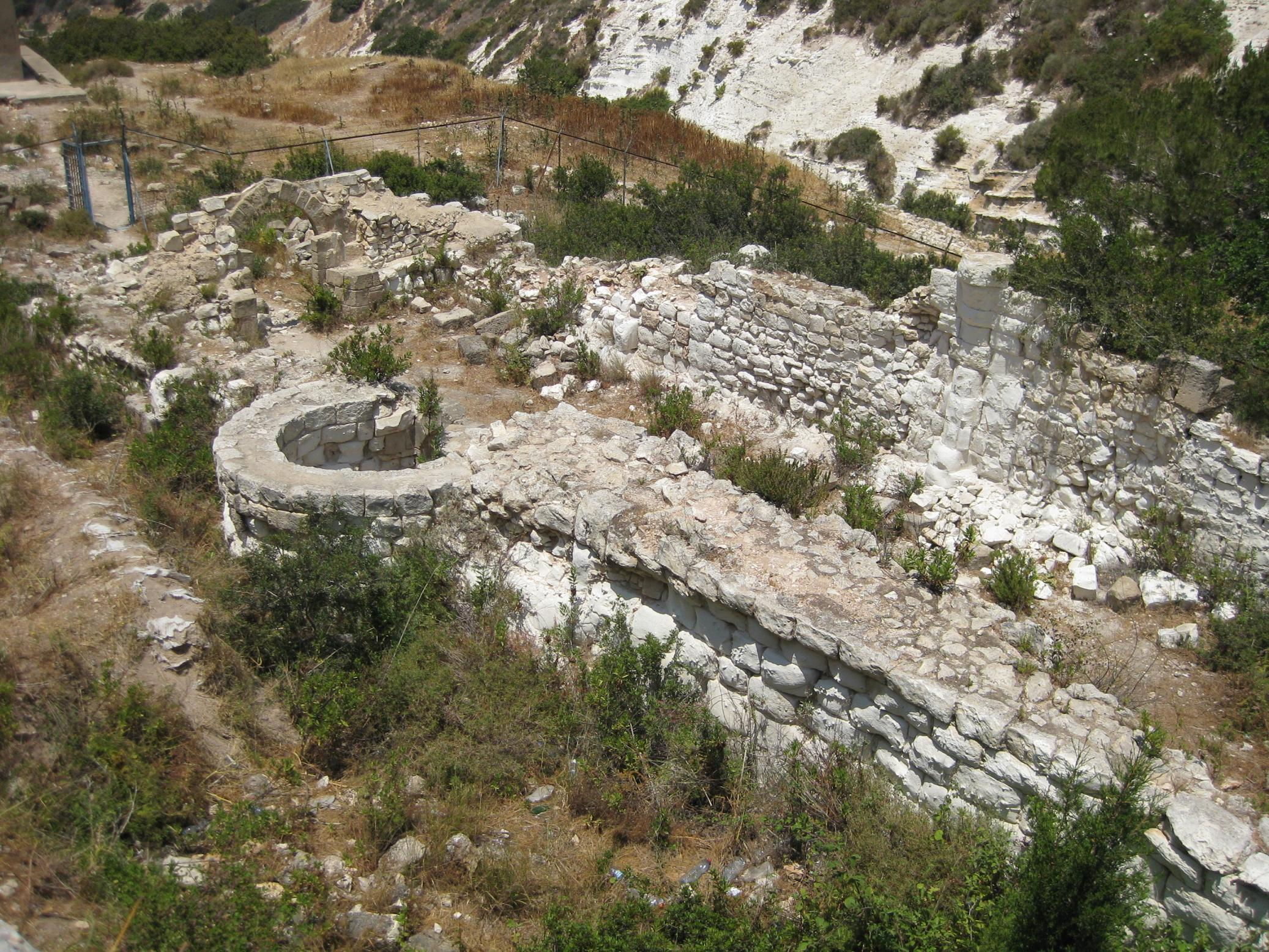
Ruines de la première église Notre-Dame du Mont-Carmel (XII) sur les pentes du mont Carmel.

La tradition indique qu'en 1185, pendant la Troisième croisade, un groupe d'ermites mené par saint Berthold a commencé à habiter les grottes du mont Carmel à la suite du prophète Élie.
Au début du XIIIe siècle, leur supérieur (qui est supposé être saint Brocard, bien que les preuves écrites manquent, la seule trace écrite étant « frère B. ») a demandé au Patriarche latin de Jérusalem, Albert Avogadro, de fournir au groupe d'ermites une règle de la vie écrite. Cette règle datée de 1209, constituée de quelques thèmes majeurs empruntés à la Bible, est centrée sur la prière. Elle définit le mode de vie des ermites, mais elle n'est pas en tant que telle une "règle de vie monastique".
Ce fut l'acte originaire de l'ordre, qui a pris le nom de « ordre des Frères de Notre-Dame du Mont Carmel » ou Carmes. Une chapelle est consacrée à la Vierge Marie sous le titre de Marie, Étoile de la mer (en latin : Stella Maris). Elisabeth Steinmann estime probable que les ermites du mont Carmel se soient également installés dans certaines villes de Palestine (Saint-Jean-d'Acre, Tyr, Tripoli, Beaulieu au Liban).
Mais après quelques décennies, ces ermites commencent à quitter la Terre sainte par suite de l'insécurité liée aux reconquêtes musulmanes qui marqueront la fin des Croisades. Ils rentrent alors en Europe où ils diffusent ce nouvel ordre monastique.
La règle de saint Albert ne sera officiellement approuvée (par le pape) que le 30 janvier 1226 dans la bulle Ut vivendi normam du pape Honorius III. Elle prend alors le statut de "formula vitae". En 1229 le pape Grégoire IX confirme à nouveau cette règle et lui donne le statut de "regula bullata".

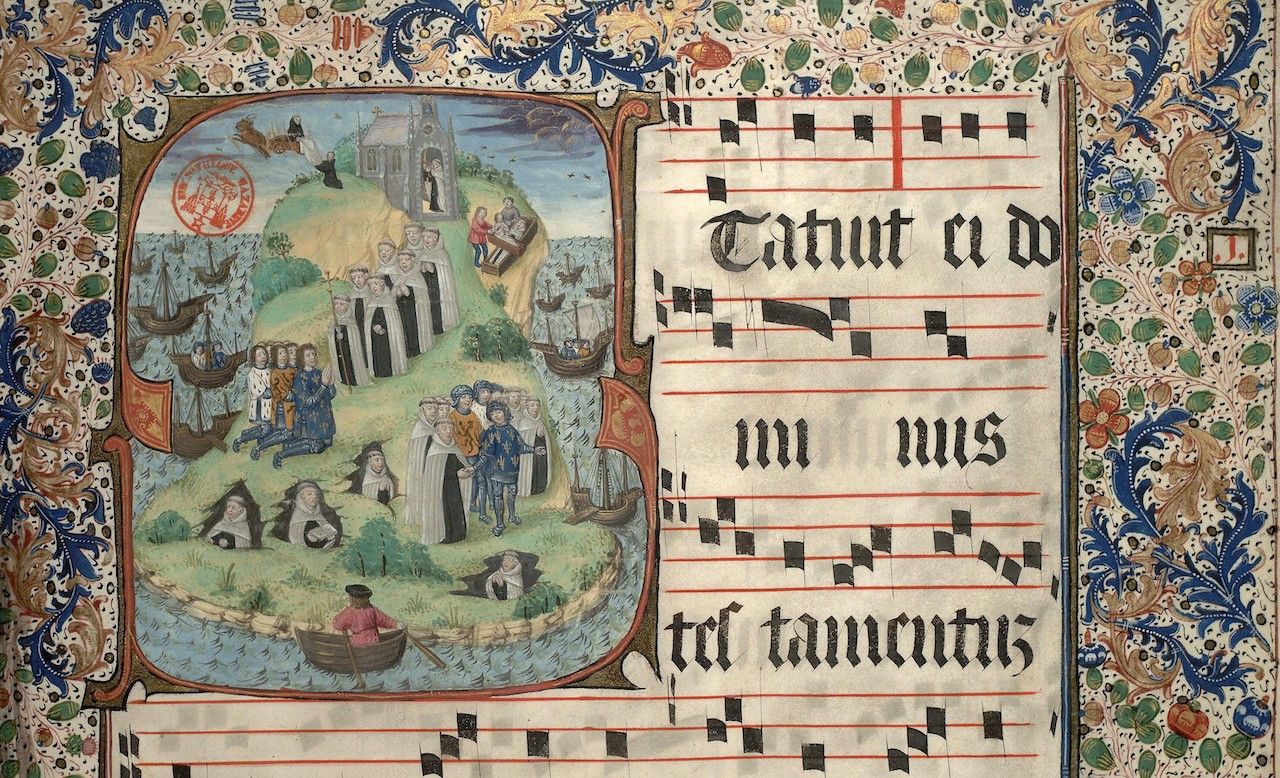
Saint Louis visitant le Mont Carmel, lettrine historiée de Cornelia van Wulfschkercke dans un Graduel à l'usage du couvent de Sion, 1505.

À la fin de la première croisade menée par Saint Louis en Terre Sainte en 1254 (la Septième croisade), ce dernier ramène six carmes en France qui rejoignent ceux qui, depuis 1238 avaient commencé à chercher et fonder des maisons dans toute l'Europe. La chute de Saint-Jean-d'Acre en 1291, et la chute de l'état latin de Palestine entraine la destruction des derniers couvents de carmes en Terre Sainte. Les carmes qui avaient choisi de rester sur place sont massacrés par les Mamelouks,. Cet épisode marque la fin de la vie érémitique des carmes sur le mont Carmel.

### Des ermites aux moines

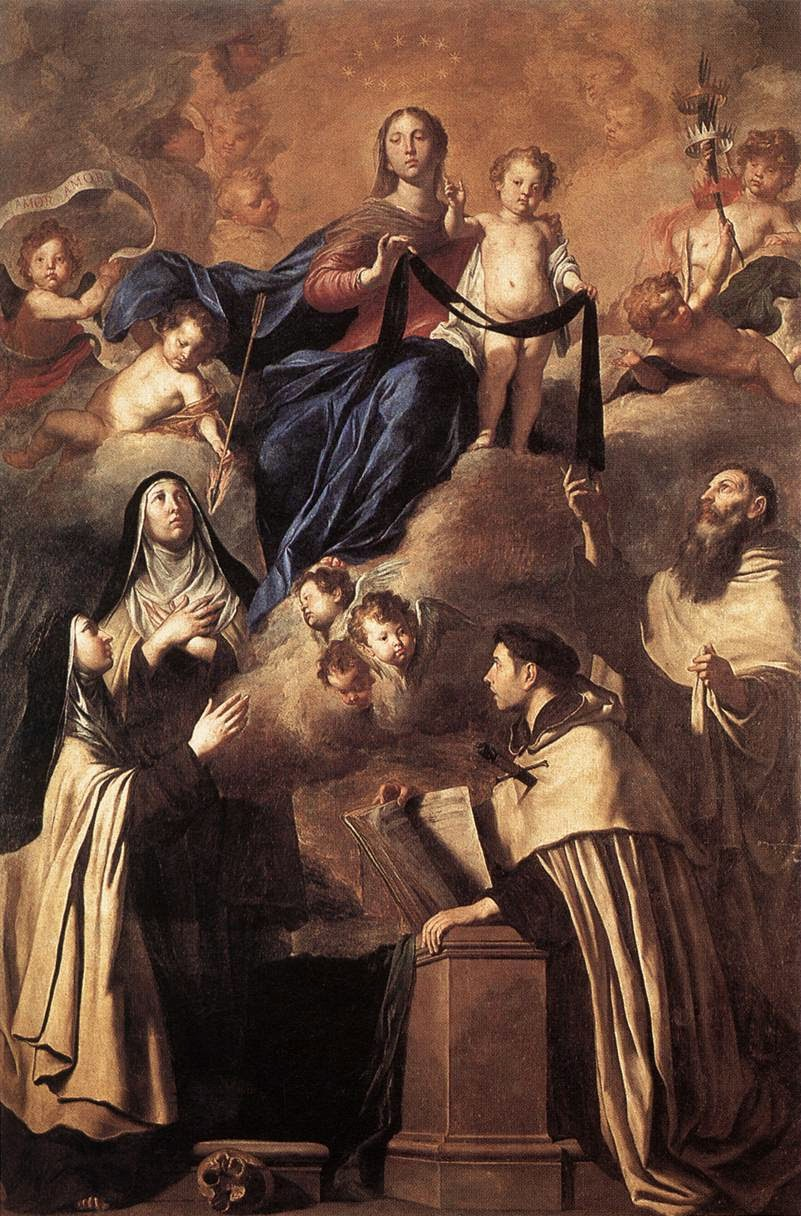
Pietro Novelli, Notre-Dame du Mont-Carmel remettant le scapulaire à Simon Stock.

De retour en Europe, les ermites du Carmel rencontrent de nombreuses difficultés. Leur mode de vie érémitique s'adapte mal à leurs nouveaux lieux d'installation, ils sont éparpillés dans différents pays, et sont en « concurrence » avec d'autres ordres monastiques mendiants. Le pape qui a décidé une vaste restructuration des ordres monastiques mendiants souhaite tous les regrouper sous la direction de deux ordres majeurs les Franciscains et les Dominicains. En effet en 1215, le 4e concile de Latran décide de stopper la prolifération des nouveaux ordres nouveaux mendiants et de les regrouper sous les deux ordres mendiant principaux. Ainsi, en 1274, lors du second concile de Lyon, tous les Ordres monastiques fondés après 1215 sont supprimés, il ne reste plus que 4 ordres monastiques : les Franciscains, les Dominicains, les Carmes et les Augustins. Les Carmes, épargnés de justesse doivent se convertir en passant du statut d'ermites à celui d'Ordre mendiant.
Progressivement, au cours du XIIIe siècle, des ermites carmes de retour du mont Carmel se réinstallent un peu partout en Europe (Chypre, Sicile, Italie, Angleterre, Sud de la France). Quelques dates et lieux sont connus :
- en 1235, Pierre de Corbie et son compagnon s'installent dans le duché d'Hainaut (Valenciennes)
- en 1242, des carmes s'installent à Aylesford dans le Kent (Grande-Bretagne)
- en 1244, des carmes débarqués à Marseille s'installent dans des grottes aux Aygalades.
- en 1259, les Carmes s'installent à Paris[7]

Mais les nouvelles implantations des Carmes, dans les villes d'Europe, sont très différentes de leur mode de vie érémitique sur le mont Carmel.
De plus, ils sont en butte à l'hostilité du clergé séculier, voire des autres ordres mendiants qui voient en eux des concurrents.
Selon la tradition, le supérieur général des Carmes, saint Simon Stock, très inquiet sur la situation très difficile de l'ordre (toujours menacé de dissolution par les autorités de l’Église), prie intensément la Vierge Marie de venir en aide à son ordre. En 1251, Notre-Dame du Mont-Carmel lui apparaît alors accompagnée d'une multitude d'anges, et tenant en sa main le scapulaire.
Dans son songe, Marie lui dit « Reçois, mon cher fils, ce scapulaire de ton Ordre, comme le signe distinctif de la marque du privilège que j'ai obtenu pour toi et les enfants du Carmel; c'est un signe de salut, une sauvegarde dans les périls et le gage d'une paix et d'une protection spéciale jusqu'à la fin des siècles. Celui qui mourra revêtu de cet habit sera préservé des feux éternels. ». À la suite de cette vision, et à la diffusion du scapulaire, l'ordre du Carmel fut sauvé et se répandit rapidement. L'historicité de ces événements est aujourd'hui contestée,.
Dans la bulle Paganorum incursus, le 27 juillet 1247, le pape Innocent IV donne aux Carmes l'appellation officielle de Frères de Notre-Dame du Mont-Carmel et demande aux évêques de « bien vouloir accepter dans leur diocèse ces pèlerins expulsés de leur ermitage du mont Carmel par les infidèles. ». Mais l'hostilité du clergé imposera que cette recommandation soit renouvelée le 4 octobre de la même année.
En 1247, les carmes demandent au pape Innocent IV de faire évoluer leur règle (règle de saint Albert de 1209) afin de l'adapter à leur nouveau mode de vie dans les villes. Dans cette nouvelle règle, la dimension de vie « communautaire » est nettement accentuée. Le pape Innocent IV précise et corrige quelques points douteux et mitige quelques sévérités contenues dans la règle précédemment en vigueur, et le 1er octobre 1247 il fixe le texte dans la bulle Quae honorem Conditoris omnium.
À partir de cette date, en effet, les carmes ne prennent plus leur repas « en cellule » comme à l’origine, mais dans un réfectoire commun. À cette époque, on peut parler véritablement de « règle » monastique au sens strict.
Ce sera cette règle qui servira de référence, lors des réformes successives de l'ordre, en tant que « règle primitive ».
À partir ce 1247, les carmes commencent à prêcher et confesser dans les églises. L'assimilation des Carmes aux ordres mendiants en 1326 par le pape Jean XXII lève les derniers points de blocages et les Carmes peuvent alors de plein droit mener leurs missions apostoliques. Un tiraillement se produit alors dans l'ordre, entre les carmes souhaitant une vie contemplative (modèle érémitique) et ceux optant pour une activité apostolique (en ville avec des prédications et enseignements). Ainsi deux types d’implantation de monastères se développent : au cœur des villes ou à l'extérieur. Les carmes se mettent à suivre des études à l'université et des formations en théologie.
La dernière grande incertitude pour la survie de l'Ordre survient en 1274. En effet, lors de la session "sanota vacillationis" du 17 juillet 1274, le 2e concile de Lyon, présidé par le pape Grégoire X, décide de supprimer tous des Ordres religieux qui ne sont pas dans une situation juridique régulière ("incert mendicita"). Les Carmes défendent l'antériorité de leur fondation (avant 1215 et les décisions du Quatrième concile du Latran), et soulignent les approbations pontificales. Après beaucoup d'interventions de la part de membres de l'ordre du Carmel, celui-ci est confirmé par le pape.
À la suite du chapitre Général de l'ordre à Montpellier en 1287, les Carmes abandonnent leur manteau rayé ou barré au profit d'une chape blanche. Ils seront alors parfois appelés sous le nom de « frères blancs ».

### La mitigation de la règle
La mitigation de la règle survient après la grande épidémie de Peste noire au milieu du XIVe siècle qui amène un effondrement de la population européenne, accompagnée d'une chute des effectifs des ordres monastique (dont les carmes).
Au cours du chapitre de Nantes, une majorité de carmes demande à solliciter le pape Eugène IV, pour obtenir une seconde mitigation de la règle donnée en 1209 par saint Albert (la réforme de 1247 étant considérée comme la première mitigation).
La lettre, datée du 15 février 1432, indique que « de nombreux profès de l'Ordre ne peuvent plus observer la règle à cause de sa sévérité et de sa rigueur, tant par la fragilité humaine que par faiblesse du corps. ». Deux carmes sont envoyés au pape pour lui transmettre la demande.
Le pape Eugène IV répond en 1435, via la bulle "Romani Pontificis" (datée du 15 février 1432 soit la date de la supplique) à Jean Faci (prieur général).
Il accorde aux Carmes de pouvoir « librement et licitement demeurer et se promener "dans leurs église, et dans les cloîtres de celles-ci et dans les lieux y attenant aux heures convenables", en outre, il donne la faculté de manger de la chair trois jours par semaine, excepté durant l'Avent et le Carême ainsi qu'aux autres jours où cela est généralement prohibé. ».
Le pape Pie II complète ceci le 5 décembre 1469 en concédant au prieur général la faculté de dispenser du jeûne aux jours où l'abstinence était levée.
Le pape Sixte IV accorde, par la bulle "Dum attente meditatatione" du 28 novembre 1476, des libertés plus grandes appelées communément "Mare magnum", qui octroient de nombreux avantages aux ordres mendiants (dont les Carmes).
Cependant, cette mitigation de la règle (offrant des avantages aux Carmes) n'est pas reçue sans certaines résistances. Avant même sa promulgation, des réactions se font jour contre "un relâchement général".

### Les tentatives de réformes
Les avantages de cette nouvelle règle sont parfois mal vus dans certains monastères qui souhaitent revenir à l'ancienne règle (de 1247). Les couvents de la Selve (près de Florence), de Géronde (Suisse) et de Mantoue (près de Florence) prospèrent du fait de leur tendance à observer l'ancienne règle observante. Les carmes de Mantoue obtiennent du pape Eugène IV la bulle "Fama laudabilis", en 1442, qui leur permet d'être une congrégation séparée, gouvernée par un vicaire général et soumise au seul prieur général (et donc détachée du général de l'ordre). Influente durant le XIVe siècle, la réforme de Mantoue devient par la suite très marginale.
Finalement, cette mitigation introduite vers 1465 est incorporée définitivement dans le règlement de l'ordre des Grands Carmes en 1783 par le pape Pie VI.
Jean Soreth, frère du couvent des Carmes de Caen, supérieur de l'ordre du Carmel de 1451 à 1471, s'efforce de convaincre ses Frères de mener une vie religieuse plus rigoureuse en valorisant les germes et les mouvements déjà existants. Sa devise : "retour à la règle de saint Albert". Ses premiers décrets s’élèvent contre les privilèges et exemptions, cause majeure de la décadence de l'Ordre.
Les constitutions de l'ordre (texte donnant les explications et commentaires de la règle) datant de 1362 et toujours en vigueur sont remaniées et approuvées par le chapitre général de Bruxelles en 1462. Ces constitutions insistent sur « l'office divin, le vœu de pauvreté, le silence et la solitude, la garde du couvent et de la cellule, les études, le travail et les visites des supérieurs ». Cela s'assimile presque à une réécriture de la règle de saint Albert.
Cependant, cette réforme, contestée dans certains couvents, provoque le départ de nombreux frères. La réforme s'installe dans une partie des couvents, on parle alors de couvents observants et de couvents mitigés. Jean Soreth espère alors que, progressivement, sa réforme va s'imposer dans tous les monastères de l'ordre.
Cependant, cette tentative de réforme reste globalement vaine car les prieurs généraux suivants favorisent un retour à une mitigation de la règle avec l'aval des papes, (Pie II et Sixte IV).
En 1523 le pape Adrien IV nomme Nicolas Audet en qualité de vicaire général. Ce dernier organise une centralisation du gouvernement des différentes provinces tout en veillant à la formation des moines.
En 1499, la Réforme d'Albi vise au retour à une observance plus stricte. Elle n'est approuvée qu'en 1513 comme Congrégation d'Observance. Mais cette réforme est supprimée en 1584 par le pape Grégoire XIII.
En 1603, Henri Sylvius, général de l'Ordre des Chaussés, se rend en France à la demande du roi Henri IV, afin d'entreprendre avec Philippe Thibault la réforme de la province de Touraine. Pierre Behourt, Louis Charpentier, Philippe Thibault et Jean de Saint-Samson seront les initiateurs et artisans de cette réforme des Grands Carmes (appelés aussi Carmes chaussés ou Carmes de l'ancienne observance). Figures issues de la Réforme catholique, ils sont soutenus par saint Charles Borromée, cardinal et archevêque de Milan.
Le 20 juin 1604, au chapitre provincial de Nantes, Henri Sylvius publie les statuts de la réforme, qui entend favoriser la vie intérieure et renouer avec la tradition ancienne de l'Ordre, sous le patronage de la Vierge Marie et de saint Joseph.
Vers le milieu du XVIIe siècle, la majeure partie des provinces françaises ont adopté la réforme, qui a déjà gagné les couvents de Belgique (1624) et d'Allemagne.
Les constitutions de cette Réforme de Touraine sont fixées définitivement en 1635.
En 1645, lors du chapitre général tenu à Rome, le provincial de Touraine, Léon de Saint-Jean, est nommé membre du comité qui remanie ces constitutions en vue de les faire adopter par tous les couvents réformés de l'ordre des Grands Carmes.

### L'arrivée des carmélites
Dès le Moyen Age, des femmes, proches des communautés de Frères carmes, sont attirées par leur vie de prière. Ainsi, aux Pays-Bas, certains béguinages donnent naissance à des monastères de carmélites dans la seconde moitié du XVe siècle.
Jean Soreth, supérieur de l'ordre du Carmel de 1451 à 1471, travaille à la transformation de quelques béguinages des Pays-Bas en monastères de carmélites. Le 7 octobre 1452 le pape Nicolas V rédige la bulle "Cum Nulla" introduisant les Carmélites en France.
Il fonde avec Françoise d'Amboise (1427 † 1485), duchesse de Bretagne, le premier carmel féminin en France. En 1463, il fait construire à Vannes une maison pour accueillir un premier couvent. Le 2 novembre 1463, neuf religieuses arrivent de Liège et s'y installent.
L'établissement dénommé Les Trois Maries (Marie-Cléophas, Marie-Madeleine, Marie-Salomée), sera fermé en 1792. Ce mouvement se répand très vite en Italie et en Espagne.

### Fondation du Tiers-Ordre
Jean Soreth joue un rôle extrêmement important dans la fondation du Tiers-Ordre. Le pape Nicolas V soutient cette action dans sa bulle "Cum Nulla" en 1452.
En France, il existait de nombreuses fraternités carmélitaines (du tiers-ordre) avant la Révolution. Beaucoup ont disparu lors de la révolution, mais quelques-unes ont évolué et se sont organisées en congrégation religieuse de vie apostolique.
Actuellement le tiers-ordre de la Bienheureuse Vierge Marie du Mont Carmel compte un grand nombre de fraternités dans de nombreux pays (avec un développement rapide dans certains pays tel que les États-Unis, l'Italie, les Philippines et l'Indonésie).
À la suite du retour des Grands Carmes en France en 1989, à la demande des laïcs, des fraternités commencent à se constituer. La première fraternité a été érigée dans le diocèse de Toulon en 1992. Une seconde l'a été à Nantes en 2001.

### La réforme thérésienne
Thérèse d'Avila en 1562 crée un premier monastère de carmélites réformées (retour à la règle primitive). Cette réforme est approuvée par le pape Pie IV. Aux premiers couvents de carmélites, s'ajoute un couvent de pères carmes dont saint Jean de la Croix (1542-1591) sera le membre le plus connu.
À la suite d'une série de conflits parfois violents (comme l'enlèvement et la séquestration de saint Jean de la Croix par les frères mitigés, qui amènera une évasion épique de Jean de la Croix), progressivement, ces couvents déchaux sont rassemblés dans une province carmélitaine distincte sous la supervision du supérieur général de l'ordre du Carmel (bref du 22 juin 1580 par Grégoire XIII). Mais après le décès de Thérèse et de Jean de la Croix, les réformateurs de l'Ordre, le nouveau provincial des déchaux, le père Nicolas Doria, fait voter en 1593, lors du chapitre du Carmel, la séparation définitive de l'ordre des Carmes déchaux avec le reste de l'Ordre qui prendra, par opposition, le nom de carmes chaussés. Le pape Clément VIII nomme alors le père Doria comme supérieur général de ce nouvel ordre des Carmes.

### Persécutions et effondrement de l’Ordre
À la fin du XVIIe siècle, un conflit oppose les carmes aux jésuites, notamment au travers de la Société des Bollandistes qui contestent sur la base d'une analyse critique des sources historiques plusieurs points de leur enseignement sur l'origine de leur ordre (remontant à Élie et Élisée sur le mont Carmel), ainsi que l'authenticité de la vision de Simon Stock concernant le don du scapulaire de Notre-Dame du Mont-Carmel. Cette dispute théologique se déroule par la publication d'ouvrages de thèse-contre thèse, sur plusieurs volumes. L'affaire s'envenime et les protagonistes font appel à l'Inquisition et au Pape pour trancher l'affaire. Finalement, le pape Innocent XII publie le 8 mars 1698 un décret, renforcé par un bref du 20 novembre 1698, imposant aux protagonistes de stopper les débats (sans pour autant trancher sur le fond), reconnaissant aux carmes l'héritage (spirituel) des deux prophètes, ainsi que les indulgences accordées aux porteurs du scapulaire,,.
Pendant les guerres de Religion, de nombreux couvents sont détruits et les religieux chassés, voire exécutés. Le XVIIIe siècle est une période de décadence pour les abbayes et les couvents. Du fait de la baisse des vocations et de la diminution des revenus qui garantissent le fonctionnement des couvents, plusieurs d'entre eux ferment. En 1765, on ne compte plus que 900 grands carmes en France, répartis dans cent trente-trois couvents.
L'empereur Joseph II, avant même la Révolution française, décide de supprimer tous les couvents des ordres religieux contemplatifs (le Carmel, mais également les visitandines). Tous les monastères de son empire (Allemagne, Autriche, Pologne, une partie de l'Italie, les Pays-Bas) sont supprimés, et les religieux et religieuses soit expulsés soit envoyés dans les couvents d'autres ordres. Même l'intervention et la visite du pape Pie VI ne le fait pas changer d'avis. Sous l'impulsion de Louise de France, de nombreux carmels de France accueillent les carmélites expulsées.
En France, de 1766 et 1780, une « Commission des réguliers » est chargée de mettre un peu d’ordre dans les maisons religieuses. La commission enregistre 129 couvents de grands carmes totalisant 1 194 religieux ; la Commission estime que 21 couvents n’ont plus de raison d’être et les supprime. Mais les effectifs continuent de fondre, et en 1790, le recensement des religieux réalisé par la Constituante ne donne plus que 721 grands carmes.
La Révolution française entraîne la fermeture de tous les couvents de carmes et de carmélites (l'Assemblée constituante supprime les congrégations religieuses à vœux solennels le 18 août 1790). Les biens des religieux sont saisis et vendus. Les carmes disparaissent de France jusqu'en 1840 (réinstallation de carmes déchaux). Les grands carmes ne reviendront en France qu'en 1989. Les carmélites françaises partent trouver refuge dans les carmels étrangers, auprès de carmélites qu'elles avaient parfois hébergées quelques années auparavant. Mais les expansions des guerres napoléoniennes entraînent la prise par l'État français de nombreuses zones jusqu'alors en territoire étranger. Les couvents alors libres (Pays-Bas, Savoie...) sont fermés, les religieux expulsés ou arrêtés.
En Espagne, au cours du XIXe siècle, plusieurs émeutes et révoltes amènent les populations à brûler des couvents, voire à y massacrer les religieux. En 1835, le gouvernement ordonne la suppression des couvents qui comptent moins de douze membres, et prend un décret d'exclaustration en 1836. C'est ainsi que plus de neuf cents couvents sont fermés : de nombreux carmes espagnols se réfugient en France, où ils contribuent à la refondation de l'ordre ; certains couvent espagnols sont refondés à la fin du XIXe siècle. En 1936, avant même le début de la guerre d'Espagne, les milices républicaines attaquent et incendient de nombreux couvents, et vont même jusqu'à massacrer les religieux (voir Terreur rouge : Violences antireligieuses).

### La renaissance du Carmel

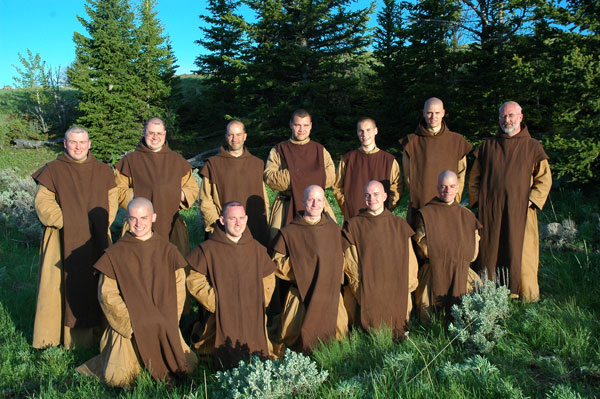
Frères carmes.

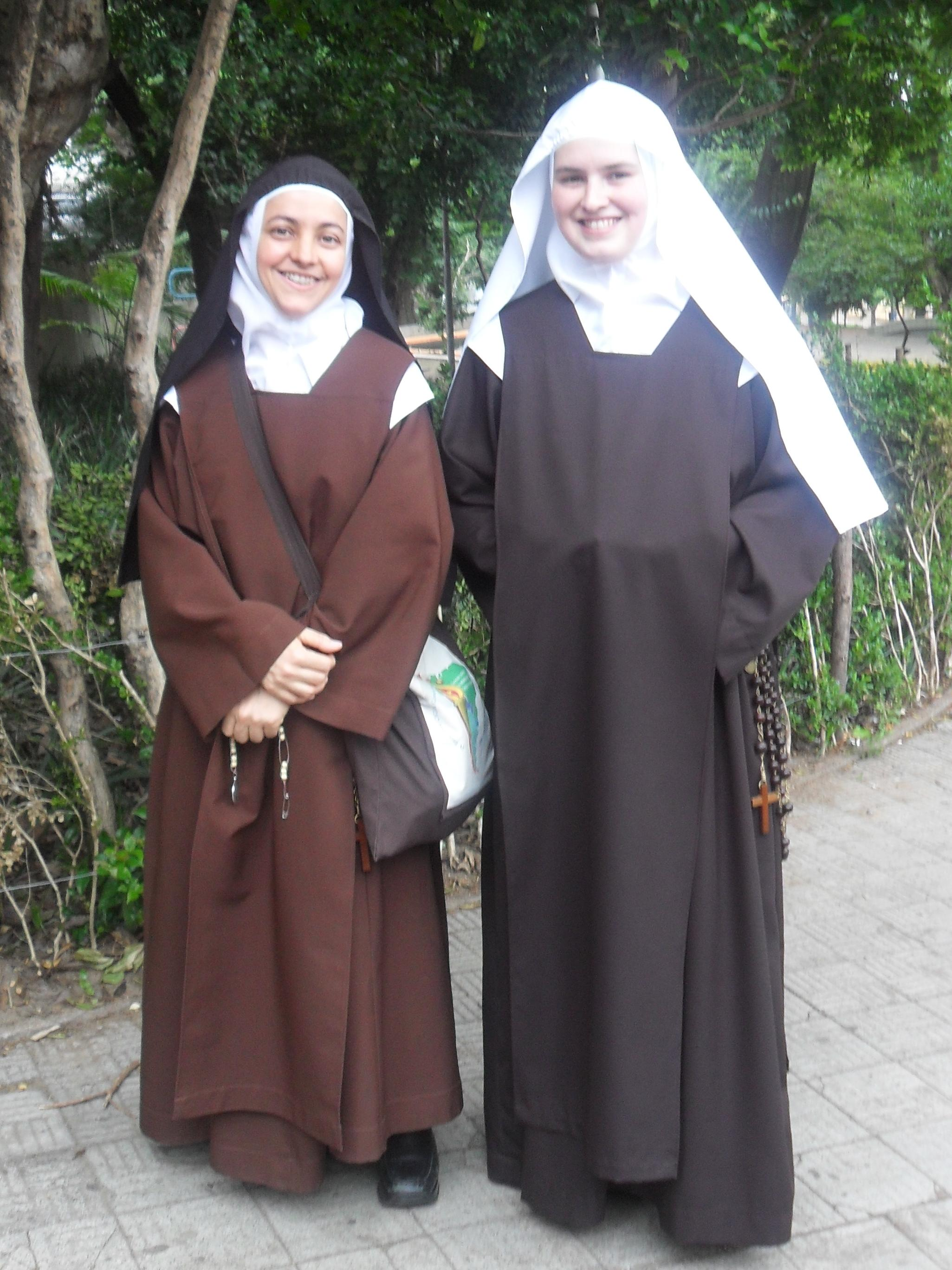
Sœurs carmélites.

Les grands carmes ont réalisé au cours du XXe siècle leur réimplantation en France à Nantes et à Angers. Ils sont issus de la réforme de Rennes appelée aussi Réforme de Touraine, effectuée par le Frère Philippe Thibault aidé de Jean de Saint-Samson.
À la fin du XXe siècle, des frères carmes décident de renouer avec la vie érémitique des premiers ermites du mont Carmel et fondent donc la communauté des Ermites de la Bienheureuse Vierge Marie du Mont Carmel aux États-Unis. Cette nouvelle famille compte aujourd'hui une dizaine de communautés dans le monde.

### Aujourd'hui
La famille des grands carmes est composée de trois ordres :
- Les grands carmes (moines consacrés)
- Les carmes chaussés de l'ancienne observance (qui n'ont pas adopté la réforme thérésienne)
- Le Tiers-Ordre carmélite (Le tiers-ordre de la Bienheureuse Vierge Marie du Mont Carmel)

Auxquels s'ajoute la famille des Ermites de la Bienheureuse Vierge Marie du Mont Carmel.

## Évolution des effectifs au cours de l'histoire
En 1247, l'ordre de la Bienheureuse Vierge Marie du Mont Carmel comptait probablement quatre provinces, celles de Terre Sainte, de Sicile, d'Angleterre et de Provence.
Les constitutions de 1281 mentionnent dix provinces : Terre sainte, Sicile, Angleterre, Provence, Toscane, Lombardie, France, Allemagne, Aquitaine, et Espagne qui ne sera plus mentionnée lors du chapitre général de Montpellier en 1287.
Vers la fin du XIIIe siècle, il existait en Occident environ 150 couvents carmélitains dont 50 en France et 30 en Angleterre.
En 1324, l'Ordre comptait, 10 studia generalia de théologie : Paris (1297), Cambridge (1312), Oxford (1314), Avignon (1318), Bologne 1321), Cologne (1321), Londres (1321), Toulouse (1324), Montpellier (1324) et Florence (1324).
À la fin du XIVe siècle, l'Ordre compte 7 provinces dans le royaume de France, une en Bohême, et 91 couvents.
À la fin du XVe siècle, les provinces françaises stagnent avec 90 maisons presque toutes fondées avant 1400.
Jusqu'à la Révolution, la France compte six monastères de grandes carmélites (non réformées) : Vannes 1463, Nantes 1476, Rennes 1622, Ploermel 1627, Charleville (vers 1620), Fumay 1633.
Au XVIe siècle, lors de la Réforme protestante, dans les pays d'Europe du Nord (comme en Écosse et en Irlande), du fait du départ de très nombreux carmes, près de 120 couvents ferment, six provinces sont supprimées.
En 1600, il ne reste que 102 couvents et peut être moins de 2000 frères.
En 1765, la France ne compte plus que 900 grands carmes répartis dans 133 couvents. En 1768, l'enquête menée par la "Commission des réguliers" (sur les différentes maisons religieuses du royaume de France) enregistre 129 couvents de grands carmes totalisant 1194 religieux. En 1790, le recensement des religieux réalisé par la Constituante ne donne plus que 721 grands carmes.
En 1961, l'ordre des carmes chaussé comptait 3 000 carmes répartis dans 278 couvents et 25 provinces (en Europe, en Amérique du Nord et du Sud). Il compte également 1 100 moniales présentes dans 55 monastères (dont 24 en Espagne et 10 hors d'Europe). À ces chiffres, s'ajoutent 16 congrégations religieuses et instituts séculier agrégés à cette branche de l'ordre du Carmel.

## Histoire de la règle du Carmel
- Au début du XIIIe siècle, saint Brocard, le supérieur des ermites installé sur le mont Carmel, demande au Patriarche latin de Jérusalem, saint Albert Avogadro, de fournir au groupe d'ermites une règle de la vie écrite[E 3]. Cette règle datée de 1209, définit le mode de vie des ermites, mais elle n'est pas en tant que telle une "règle de vie monastique"[1] (car elle s'adresse à des ermites, non des moines vivant en commun). Cette règle a alors le statut de "formula vitae".
- En 1229, la règle de saint Albert obtient le statut de "regula bullata" (accordé par le pape).
- Probablement en 1247, à la suite du chapitre général de l'ordre à Aylesford (Angleterre), les carmes envoient deux frères à Lyon afin de solliciter le pape Innocent IV pour une adaptation de leur règle primitive. En réponse à cette demande, le 1er octobre 1247, dans la bulle "Quae honorem Conditoris omnium", le pape Innocent IV, précise et corrige quelques points douteux de la règle, il mitige également quelques sévérités contenues dans la règle initiale (Regula bullata). Par ce nouveau texte, le pape Innocent IV engage le processus d'assimilation des Carmes au statut d'ordre mendiant (statut partagé avec les Dominicains, les Franciscains et les Augustins). Les corrections, peu nombreuses, concernent surtout l'organisation extérieure de l'Ordre (hormis le silence de règle qui est abrégé). Rien n'indique pour l'instant la mission d’apostolat (cura animarum) qui sera rajoutée ultérieurement.
- le 3 février 1256 le texte de la règle est confirmé par Alexandre IV.
- le 22 mai 1262 Urbain IV renouvelle cette confirmation de la règle.
- le 1er juillet 1269 Nicolas IV réédite cette confirmation[f].
- en 1317, le pape Jean XXII accorde aux Carmes l'exemption totale de la juridiction épiscopale (liberté vis-à-vis de l'évêque du lieu).
- en 1326, le pape Jean XXII assimile définitivement les Carmes aux autres ordres mendiants de l'époque, permettant ainsi aux Carmes de prêcher, enseigner et confesser dans l’Église[E 4].
- en 1435, et en réponse à une demande de mitigation de la règle faite par les Carmes, le pape Eugène IV via la bulle "Romani Pontificis" (datée du 15 février 1432 soit la date de la demande) accorde aux Carmes de pouvoir « librement et licitement demeurer et se promener "dans leurs églises, et dans les cloîtres de celles-ci et dans les lieux y attenant aux heures convenables", en outre, il donne la faculté de manger de la chair trois jours par semaine, excepté durant l'Avent et le Carême ainsi qu'aux autres jours où cela est généralement prohibé. »[E 5].
- le 5 décembre 1469, le pape Pie II concède au prieur général de l'Ordre la faculté de dispenser du jeûne aux jours où l'abstinence était levée.
- le 28 novembre 1476, le pape Sixte IV accorde, par la bulle "Dum attente meditatatione", des libertés plus grandes appelées communément "Mare magnum", qui octroient de nombreux avantages aux ordres Mendiants.
- en 1783, le pape Pie VI incorpore définitivement cette mitigation à la règle de l'ordre des Grands Carmes[E 5].
- en 1889, les Grands Carmes réécrivent la règle carmélitaine d'après la règle de la réforme de Touraine. Après une dernière révision, cette règle est mise en place en 1904, unifiant tous les couvents de l'ordre sous la même règle[20].
- en 1935, les carmélites chaussées reprennent la même règle que les frères carmes, appliquant une unité de pratique (de règle) dans tous les couvents de l'ordre[20].

À noter que différentes réformes du XVe siècle au XVIIe siècle, tel la Réforme de Touraine, visent les Constitutions de l'ordre, et non la règle elle-même.

## Prieurs généraux de l'Ordre
Le Dizionario Carmelitano cite la succession suivante pour les prieurs généraux :
Prieurs Généraux de tout l’Ordre
- 1154-1200 : saint Berthold
- 1200-1232 : saint Brocard
- 1232-1237 : saint Cyrille
- 1237-1249 : Berthold II
- 1249-1256 : Geoffroy
- 1256-1257 : Alain
- 1257-1266 : saint Simon Stock
- 1266-1271 : bienheureux Nicolas Le Français
- 1271-1277 : Radulphe Fresburn
- 1277-1294 : Pierre de Millaud
- 1294-1297 : Raymond de L’Isle
- 1297-1318 : Gerardo de Bologne
- 1318-1321 : Guy Terreni
- 1321-1330 : Giovanni d’Alerio
- 1330-1342 : Pierre de Casa
- 1342-1358 : Pierre-Raymond de Grasse
- 1358-1375 : Giovanni Ballistari
- 1375-1381 : Bernard Olery (ou Bernardin Olsense[22]) (1)

Prieurs généraux (fidèles aux papes de Rome)
- 1381-1386 : Michele Aignani
- 1386-1404 : Jean de Raude
- 1404-1411 : Matteo de Bologne

Prieurs généraux (fidèles aux papes d’Avignon)
- 1381-1384 : Bernard Olery (2)
- 1384-1389 : Raymond de Vaquerie
- 1389-1411 : Jean Le Gros (1)

Prieurs généraux de tout l’Ordre
- 1411-1430 : Jean Le Gros (2)
- 1430-1433 : Bartolomeo Roquali
- 1433-1434 : Natale Bencesi
- 1434-1450 : Jean Faci
- 1450-1471 : Jean Soreth
- 1471-1481 : Cristoforo Martignoni
- 1481-1503 : Guillaume de Domoquercy
- 1503-1512 : Pons de Raynaud
- 1512-1513 : Pierre Terrasse
- 1513-1516 : Baptiste Spagnoli
- 1516-1517 : Giovanni Batista de Parme
- 1517-1523 : Bernardino Landucci
- 1523-1562 : Nicolas Audet
- 1562-1578 : Giovanni Batista Rossi
- 1578-1592 : Giovanni Batista Caffardi
- 1592-1596 : Giovanni Stefano Chizzola
- 1596-1612 : Enrico Silvio
- 1612-1623 : Sebastiano Fantoni
- 1623-1631 : Gregorio Canali
- 1631-1642 : Teodoro Straccio
- 1642-1643 : Alberto Massari
- 1643-1647 : Leone Bonfigli
- 1647-1648 : Vacance
- 1648-1654 : Giovanni Antonio Filippini
- 1654-1660 : Mario Venturini
- 1660-1666 : Girolamo Ari
- 1666-1674 : Matteo Orlandi
- 1674-1676 : Francesco Scannapieco
- 1676-1680 : Vacance
- 1680-1682 : Ferdinando Tartaglia
- 1682-1686 : Angelo Monsignani
- 1686-1692 : Paolo di Sant’Ignazio
- 1692-1698 : Juan González Feyjóo de Villalobos
- 1698-1704 : Carlo Filiberto Berberi
- 1704-1710 : Angelo de Cambolas
- 1710-1716 : Pedro Tomás Sanchez
- 1716-1722 : Carlo Cornaccioli
- 1722-1728 : Gaspare Pizzolanti
- 1728-1730 : Antoine Feydeau
- 1730-1731 : Vacance
- 1731-1738 : Ludovico Benzoni
- 1738-1742 : Nicola Ricchiuti
- 1742-1756 : Luigi Laghi
- 1756-1762 : Gioacchino Pontalti
- 1762-1768 : Mariano Ventimiglia
- 1768-1780 : José Alberto Ximenez
- 1780-1788 : Andrea Andras
- 1788-1790 : Giovanni Tufano
- 1792-1794 : Vacance
- 1794-1805 : Rocco Melchor
- 1805-1807 : Vacance
- 1807-1814 : Timoteo Maria Ascensi
- 1814-1819 : Vacance
- 1819-1825 : Luigi Antonio Faro
- 1825-1832 : Manuel Regidor y Brihuega
- 1832-1838 : Luigi Calamata
- 1838-1841 : Giuseppe Cataldi
- 1841-1843 : Giuseppe Palma
- 1843-1849 : Agostino Maria Ferrara
- 1849-1954 : Giuseppe Raimondo Lobina
- 1854-1863 : Girolamo Priori
- 1863-1889 : Vacance
- 1889-1900 : Luigi Galli
- 1900-1902 : Simone Maria Bernardini
- 1902-1919 : Pius Maria Mayer
- 1919-1931 : Elija Magennis
- 1931-1947 : Hilary Maria Doswold
- 1947-1959 : Kilian Lynch
- 1959-1971 : Kilian Healy
- 1971-1983 : Falco Giuseppe Thuis
- 1983-1995 : John Maley
- 1995-2007 : Joseph Chalmers
- 2007-2019 : Fernando Millán y Romeral
- depuis 2019 : Miceal O'Neill

## Liste des couvents

### Belgique
- Couvent des carmes En-Île de Liège (fermé et vendu en 1798)
- Couvent des carmes déchaux (OCD), à Bruxelles (https://carmesbxl.wixsite.com/eglisedescarmes)

### France

#### Couvents de carmes
- Couvent des carmes Place Maubert à Paris fondé en 1333[7]
- Couvent des Carmes de Vannes (première fondation en 1425, fermé à la Révolution, refondé en 1866), couvent de carmélites.
- Couvent d'Angers (fondation à partir de 2001)[23]
- Couvent de Nantes (fondation en 1993)[24]
- Couvent des Carmes de Caen (fondé vers 1278, fermé à la Révolution)
- Couvent des carmes de Pont-l'Abbé, jusqu'à la Révolution française.
- Couvent des Carmes de Beauvoir-en-Royans, fondé en 1343, fermé en 1792, actuellement un musée.

#### Couvents de carmélites
Jusqu'à la Révolution, la France comptait six monastères de grandes carmélites (non réformées) :
- Vannes (1463);
- Nantes (1476);
- Rennes (1622);
- Ploermel (1627);
- Charleville (autour de 1620);
- Fumay (1633);

### Congrégations agrégées aux Grands carmes
Plusieurs instituts religieux utilisant la règle du Tiers-Ordre régulier des Grands Carmes et s'inspirant de sa spiritualité ont demandé d'être agrégés à l'ordre pour montrer le lien qui les unit et bénéficier des prières des religieux et religieuses contemplatifs. La date notée est celle de l'agrégation.
- Carmélites de la Grâce (it), 16 septembre 1900. Fusionne en 2015 avec les sœurs de Notre Dame du Mont Carmel[25].
- Sœurs de la Vierge Marie du Mont Carmel, 28 juin 1906[26].
- Carmélites de la Divine Providence (it), 9 septembre 1913[27].
- Carmélites de Mère Candelaria, 25 mars 1925[28].
- Carmélites missionnaires de Sainte Thérèse de l’Enfant-Jésus, 16 juillet 1925.
- Carmélites du Corpus Christi, 28 avril 1928[29].
- Sœurs de Notre Dame du Mont Carmel, 31 mars 1929.
- Sœurs de Notre Dame du Mont Carmel de Lacombe, 27 mars 1930[30].
- Sœurs carmélites pour les personnes âgées et infirmes, 24 août 1931[31].
- Carmélites du Sacré-Cœur de Jésus, 7 juin 1947[32].
- Missionnaires carmélites de Jésus, 29 août 1949[33].
- Famille missionnaire Donum Dei, 22 février 1987[34].